# 紀瞻
紀 瞻（き せん、253年 - 324年）は、中国の晋代の官僚・軍人。字は思遠。本貫は丹陽郡秣陵県。祖父は紀亮。父は紀陟。東晋の元帝（司馬睿）に仕え、「五儁」と謡われた。

## 経歴
呉の光禄大夫の紀陟の子として生まれた。若くして交遊し、読書を好んだ。手ずから書写し、著述や詩賦を作った。また音楽を理解し、その妙を尽くしていた。呉が滅びると、歴陽郡に移住した。孝廉に察挙されたが、上京しなかった。後に秀才に挙げられた。
永康元年（300年）、州に寒素として挙げられた。永寧元年（301年）、大司馬の司馬冏に召し出されて東閤祭酒をつとめた。同年、鄢陵国相に任じられたが、赴任しなかった。翌年、松滋侯国の相に左遷された。太安年間、官を捨てて家に帰った。永興2年（305年）、陳敏が反乱を起こすと、紀瞻は顧栄や周玘らと協力して反乱を討ち滅ぼした。
尚書郎として召されたため、顧栄とともに『易経』の太極について語り合いながら洛陽に向かったが、徐州で戦乱の激化を聞いて揚州に引き返した。
永嘉元年（307年）、琅邪王司馬睿が安東将軍として建業に駐屯すると、紀瞻は召し出されて軍諮祭酒となった。永嘉5年（311年）、司馬睿が鎮東大将軍に進むと、紀瞻は鎮東長史に転じた。周馥や華軼を攻撃した功績により、都郷侯に封じられた。永嘉6年（312年）、石勒が進攻してくると、紀瞻は揚威将軍・都督京口以南至蕪湖諸軍事となり、石勒と対峙した。石勒が退却すると、紀瞻は会稽国内史に任じられた。ときに偽の大将軍府の符により諸曁県令が収監された事件があったが、紀瞻は符が偽物であることを見抜いて、県令を解放し、使者を糾問して事件を暴いた。建興3年（315年）、司馬睿が丞相に進むと、紀瞻は丞相軍諮祭酒に転じた。陳敏を討った功績が論じられて、臨湘県侯に封じられた。西晋により侍中に任じられたが、就任しなかった。
建武2年（318年）、紀瞻は王導とともに司馬睿に帝位につくよう勧進をおこなったが、司馬睿は拒否した。司馬睿が御座を撤去するよう殿中将軍の韓績に命じると、紀瞻は「帝は星宿に応じて上座するもの、あえて動かそうとする者は斬る」と韓績に叱責したため、司馬睿は態度を改めた。
司馬睿（元帝）が即位すると、紀瞻は侍中に任じられ、尚書に転じた。たびたび上疏して元帝を諫め、元帝にその忠烈を嘉された。持病のため引退を求め、ひとたび免官されたが、まもなく尚書右僕射に任じられた。たびたび辞職を願い出たが聞き入れられなかった。病が重くなったと称して邸に帰ったが、引退を許されなかった。ときに郗鑒が鄒山に駐屯し、後趙の石勒らの侵攻を受けていたが、東晋の朝廷は郗鑒の実力を恐れて救援しようとしなかった。紀瞻は郗鑒が帝王を助ける爪牙で、戴淵と同じく一代の名器であって、見捨てることのないように説いた。
明帝は社稷の臣のひとりとして紀瞻を高く評価した。紀瞻は領軍将軍となり、病の身でありながら厳正剛毅に職務をつとめ、六軍に畏敬された。紀瞻は病を理由に解職を求めたが、やはり聞き入れられなかった。また散騎常侍の位を加えられた。
太寧2年（324年）、王敦の乱のさい、明帝に布千匹の褒賞を受けたが、これを将士に分配した。王敦の乱が平定されると、紀瞻はまた引退を求めたが、明帝は許さなかった。散騎常侍のまま驃騎将軍となった。就任の使者が派遣され、紀瞻の家が驃騎府とされた。まもなく紀瞻は死去した。享年は72。本官と開府儀同三司の位を追贈された。諡は穆といった。華容子に追封され、生前の爵位を二等降格された。

## 子女
- 紀景（長男、早逝した）
- 紀鑑（太子庶子・大将軍従事中郎、紀瞻に先だって死去した）

## 伝記資料
- 『晋書』巻68 列伝第38